# Premio Debut
Premio Debut (Дебют, en ruso) fue instituido por el fondo humanitario de Andréi Skoch Поколение (Generación) en 2000 y es concedido anualmente como un importante premio non-estatal. Está destinado a distinguir jóvenes autores (hasta los 25 años) escribiendo en ruso, pero no necesariamente viviendo en Rusia. El premio Debut es concedido para novelas, novelas cortas y cuentos, poesía, dramaturgia, humor y otros géneros de prosa.
Los galardonados reciben la figurilla El Pájaro y el derecho a concluir un contrato para la publicación de sus obras con honorarios exclusivos. 
Existen accésits: La voz de la generación (Голос поколения), Valentía en literatura (Мужество в литературе) y El mundo ruso joven (Молодой русский мир). 

## Galardonados
- 2000 - Serguéi Sakin, Pável Teterski Más grande que Ben (Больше Бена (Русский сюрприз для Королевы-Мамы)) (novela corta)
  - - Danila Davýdov, Pruebas de crueldad (Опыты бессердечия) (cuentos)
  - - Yekaterina Boiarskij, Eco de mujeres (Эхо женщин) (poema)
  - - Kiril Reshétnikov, poesía
  - - Vasili Sígarev, Plastilina (Пластилин) (pieza de teatro)
- 2001 - Serguéi Shargunov, El niño castigado (Малыш наказан) (novela corta)
  - - Denís Osokin, Los ángeles y la revolución (Ангелы и революция) (cuentos)
  - - Natalia Starodúbtseva, poesía
  - - Svetlana Savina, El violín, un poco nerviosamente (Скрипка и немножко нервно) (pieza de teatro)
  - - Anastasía Kopman, un ciclo de miniaturas irónicas (humor)
- 2002 - Anatoli Riasov, Tres infiernos (Три ада) (novela)
  - - Dina Gátina, ciclos de miniaturas Países tórridos y Atracciones (Жаркие страны и Аттракционы) (cuentos)
  - - Pável Kolpakov, un ciclo poético (versos)
  - - Serguéi Kaluzhánov, Tarde o temprano (Рано или поздно) (pieza de teatro)
  - - Anna Russ, una selección de versos (literatura infantil)
- 2003 - Vladímir Lórchenkov, Jora de partida (Хора на выбывание) (novela)
  - - Nikolái Yepijin, cuentos
  - - Marianna Geide, poesía
  - - Ksenia Zhukova, Los azares (Случайности) (teatro)
  - - Aleksandr Siláyev, El ejército de Gutentag (Армия Гутэнтака) (novela corta de ciencia ficción)
- 2004 - Aleksandr Grischenko, Hacia atrás (Вспять) (novela corta)
  - - Oleg Zobern, cuentos
  - - Anna Logvinova, En el seno del abrigo soviético (За пазухой советского пальто) (poesía)
  - - Zlata Diomina, Le gusta a Dios (Бог любит) (teatro)
  - - Yulia Idlis,  selección de reseñas y ensayos
- 2005 - Dmitri Faléyev, Cerveza fría en mediodía de sol (Холодное пиво в солнечный полдень) (novela corta)
  - - Aleksandr Snegiriov, cuentos
  - - Ala Gorbunova, poesía
  - - Aleksandr Gritsenko, Portador (Носитель) (teatro)
  - - Anastasia Chejovskaia, Alumna sobresaliente (Отличница) (guion)
  - - Dmitri Biriukov, artículos
  - - Andréi Nitchenko, poesía
- 2006 - Viktor Puchkov, Diabetes (Сахарная болезнь) (novela corta)
  - - Daria Taguil, cuentos
  - - Marina Mursalova, poesía
  - - Nikolai Sredin, Estrellas sobre arena (Звезды на песке) (teatro)
  - - Valeria Pustovaia, reseñas y ensayos
  - - Vadim Selin, Gente nuestra: como aprender el skateboard (Свой в доску! Как научиться кататься на скейте) (literatura infantil)
- 2007 - Stanislav Burkin, Un fauno a las orillas del río Tom (Фавн на берегу Томи) (novela)
  - - Irina Glébova, cuentos
  - - Vladimir Kochnev, poesía
  - - Valeri Pecheikin, (Uzbekistán, Taskent) - Halcones (Соколы) (teatro)
  - - Olga Onoiko, Intervención quirúrgica (Хирургическое вмешательство) (novela de ciencia ficción)
- 2008 - Serguéi Krasílnikov, (Letonia), La sangre de la perra (Сучья кровь) (novela)
  - - Mijaíl Yenótov, La cajita con el panorama de Varsovia(Коробочка с панорамой Варшавы), cuentos
  - - Andréi Yegórov, poesía
  - - Yaroslava Pulinóvich, El sueño de Natasha (Наташина мечта) (teatro)
  - - Aleksandr Montlévich, La criminología de la presencia (Криминология присутствия) (ensayos)
  - - Daria Gratsevich, Los sensitivos (Недотроги) (guion de cine)
- 2009 - Alisa Ganíyeva (Gulá Jiráchev), Salam, Dalgat (Салам тебе, Далгат!) (novela) 
  - - Polina Kliúkina, cuentos
  - - Yekaterina Sokolova, poesía
  - - Anna Batúrina, Una combatiente (teatro)
  - - Yevgueni Tabáchnikov, La generación "Yo" (Поколение Я) (ensayos)
- 2010 - Olga Rimsha, La agua tranquila (Тихая вода) (novela corta) 
  - - Anna Gueráskina, No te oigo (Я тебя не слышу) (cuento)
  - - Aleksei Afonin, La agua y el tiempo (Вода и время) (poesía)
  - - María Zelínskaya, ¿Oyes? (Слышишь?) (pieza de teatro)
  - - Tatiana Mazépina, El viaje al lado del paraíso. A Egipto por la tierra (Путешествие в сторону рая. В Египет по земле) (ensayos)
- 2011 - Vladislav Pasechnik, Modé (novela corta)
  - - Eduard Lukoyánov, cuentos
  - - Andre Bauman, Milhojas (Тысячелистник) (versos)
  - - Anna Leonídova, Antes de espichar (Прежде чем сдохнуть) (novela fantástica)
  - - Yekaterina Vasílieva, piezas de teatro
  - - Marianna Iónova, Los habitantes de jardines (Жители садов) (ensayos)
- 2012 - Iliá Pankratov, "Slonodiómia" (novela)
  - - Yevgueni Bábushkin, "El cuento de invierno" ("Зимняя сказка") (cuento)
  - - Ksenia Stepánycheva, "El rapto" ("Похищение"), piezas de teatro
  - - Dmitri Kolodan, "El tiempo de Barmaglót" ("Время Бармаглота"), (novela fantástica)
  - - Elena Pogorélaia, ensayos

## Galardonados con el accésitLa voz de la generación
- 2003 - Andréi Ivanov, La escuela de capitanes (Школа капитанов) (novela corta)
- 2004 - Yevgueni Aliojin, cuentos
- 2005 - Anna Remez, Los quince (Пятнадцать) (cuento)
- 2006 - Yaroslava Pulinóvich, El maestro de química (Учитель химии) (teatro)
- 2007 - Nikolái Prokoshev, El almuerzo hecho de opósum (Обед из опоссума) (novela corta)
- 2008 - desierto

## Galardonados con el accésitValentía en literatura
- 2001 - Arkadi Bábchenko, el ciclo de cuentos de guerra Diez series sobre guerra (Десять серий о войне) (cuentos)
- 2002 - Iliá Popenov, un estudiante de Ekaterimburgo, Maravillas y misterios (Чудеса и тайны) (novela corta)
- 2005 - Vasili Gaist (Alemania, Berlín), Los vencedores en el país de los vencidos (Победители в стране побежденных) (literatura publicística)
- 2007 - Mariana Térejova, una escuelante de Moscú, La mariposa (Бабочка) (cuento)
- 2008 - Yégor Moldánov, de Jorogchi, Óblast de Amur, La edad difícil (Трудный возраст)

## Galardonados con el accésitEl mundo ruso joven
- 2007 - primer premio Dmitri Vachedin (Alemania, Maguncia) - El tirador del cielo azul (Стрелок небесной лазури) (cuento)
  - - segundo premio Valeri Pecheikin (Uzbekistán, Taskent) - Halcones (Соколы) (teatro)
  - - tercer premio Aleksandr Zakladnói, (Ucrania, Odesa) - Los compañeros de viaje (Попутчики) (pieza de teatro)
- 2008 - primer premio Serguéi Krasílnikov, (Letonia, Daugavpils) Sangre de perra (Сучья кровь) (novela)
  - - segundo premio Daniil Benditski, (Alemania, Berlín), cuentos
  - - tercer premio Oksana Bárysheva, (Kazajistán, Almaty), A ese y este lado de Ryskulov (По ту и эту сторону Рыскулова)